# Ferdinand von Spee

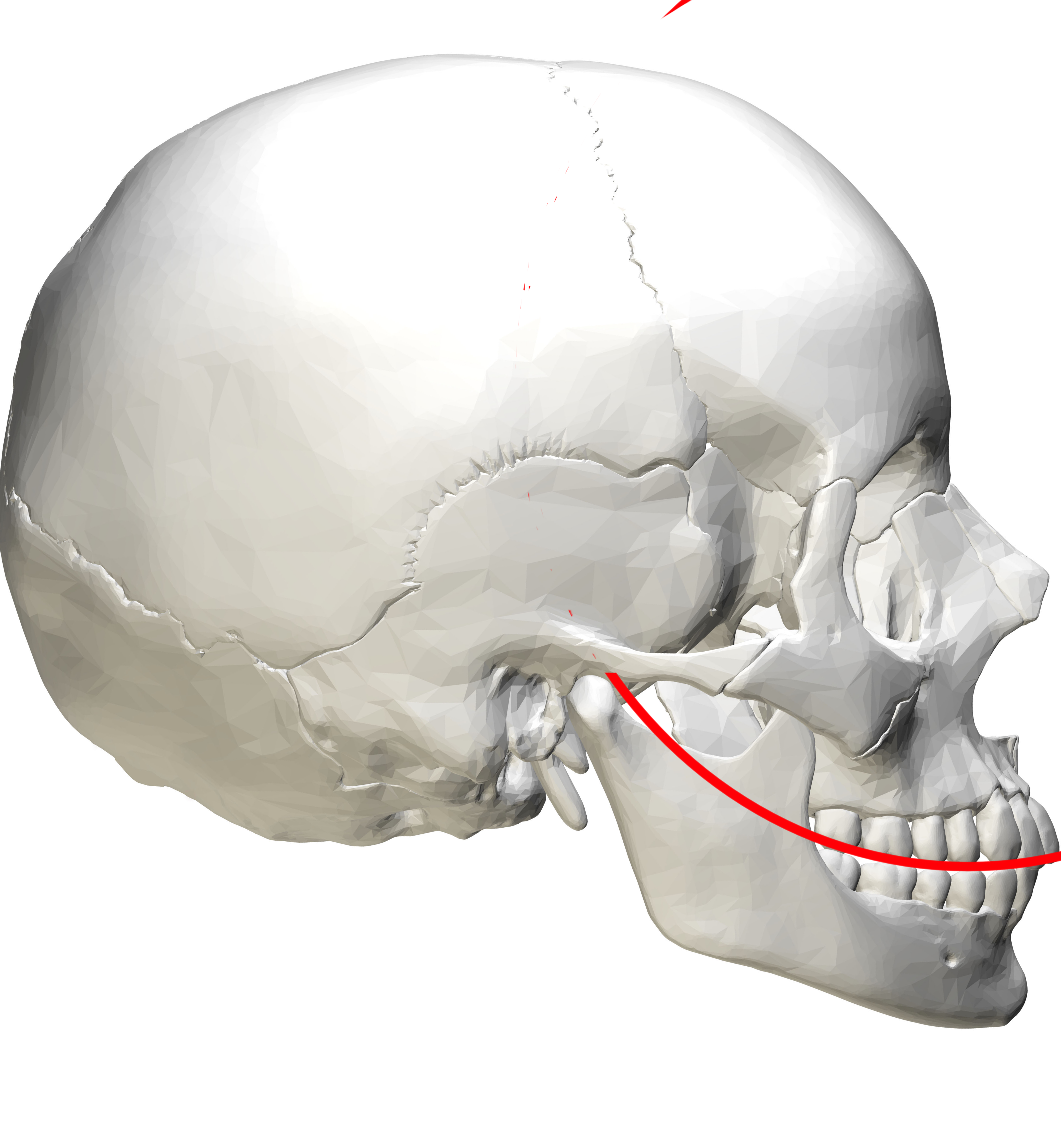
Speesche Kurve

Ferdinand Vincentius Joseph Hubertus Graf von Spee (* 5. April 1855 in Glindfeld (Medebach); † 14. März 1937 in Kiel) war ein deutscher Anatom. Er studierte von 1879 bis 1882 Medizin und Geisteswissenschaften in Bonn und in Kiel. Nach ihm ist die Spee-Kurve benannt, der Bogen, der die Schneidekanten und Höcker der oberen Zähne miteinander verbindet und zum Ohr hin den Gelenkkopf des Unterkiefers (Kondylus) tangiert.

## Leben
Ferdinand von Spee war Erstgeborener der Eheleute Rudolf Graf von Spee (1822–1881) und Fernanda, geborene Tutein (1832–1913). Das Paar bekam noch zwei Töchter und vier weitere Söhne. Zu letzteren zählte Maximilian Graf von Spee, der 1914 im Seegefecht bei den Falklandinseln starb.
Ferdinand erhielt zunächst häuslichen Privatunterricht in seinem Geburtsort. Ab 1865 besuchte er das Gymnasium in Luzern und war anschließend Gymnasiast in Köln, wo er das preußische Abiturexamen ablegte.
Medizin studierte er seit 1875 in Bonn bis zum Physikum. Die Militärpflicht absolvierte er 1878 bis 1879 in Kiel. Anschließend setzte er das Medizinstudium in Kiel fort, vor allem bei dem Physiologen und Meeresforscher Victor Hensen. Bei ihm promovierte er 1881 über die frühe Embryonalentwicklung des Meerschweinchens. Für die Habilitation behandelte er 1883 die Funktion der Darmzotten.
Ferdinand von Spee und Anna Schaafhausen heirateten am 3. April 1897; im Jahr 1899 bezogen sie eine Villa im Kieler Niemannsweg 17. Das Paar blieb kinderlos.

## Wissenschaftliche Laufbahn
Er begann 1882 seine Karriere als wissenschaftlicher Assistent für Embryologie an der Frauenklinik der Christian-Albrechts-Universität zu Kiel und ging für ein Jahr als wissenschaftlicher Assistent für Chirurgie an die Julius-Maximilians-Universität Würzburg. Nach Kiel zurückgekehrt, setzte er seine Arbeit zunächst als wissenschaftlicher Assistent, ab 1885 als Privatdozent für Embryologie und physiologische Anatomie am  Physiologischen Institut in Kiel fort.
Am 1. November 1887 wechselte er als Prosektor an das Anatomische Institut der Universität in der Kieler Hegewischstraße.
Die Ernennung zum außerordentlichen Professor erhielt Graf von Spee am 14. März 1891, wurde aber erst am 1. April 1898 „etatsmäßig angestellt“. Sein Chef war kein Geringerer als Walther Flemming, der sich zum 1. Oktober 1902 aus gesundheitlichen Gründen aller Pflichten an der Universität entbinden ließ. Für seine Nachfolge machte Flemming, entgegen akademischer Gepflogenheit, keinen Dreier-Vorschlag: „Ich finde aber nach näherer Überlegung, daß Graf von Spee so durchaus der Mann ist, den Kiel für die Anatomie braucht, und sich so sehr als solcher bewährt hat, daß wir auch nur ihn allein und zuerst nennen sollten, was ich hier gethan habe.“
Kaiser Wilhelm II. vollzieht persönlich am 15. Dezember 1902 die Bestallung des Grafen zum Anatomie-Ordinarius. 21 Jahre lang wirkte er von 1902 bis 1923 als ordentlicher Professor und Direktor des Anatomischen Instituts.

## Ehrungen
- 1910 wurde ihm von Kaiser Wilhelm II. der Titel Geheimer Medizinalrat verliehen.
- Graf Spee-Straße in Kiel: „In der Ratsversammlung 19.01.1956 wurde festgestellt, daß die Straße nach dem Admiral Graf Spee benannt ist, zugleich jedoch auch zum ehrenden Gedenken seines Bruders Professor Graf Spee. (Straßenbenennungsakte I/15)“[16]

## Publikationen
- Skeletlehre: Kopf. Fischer, 1896 (google.com)., 372 Seiten.
- Im Archiv f. Anat. und Physiol.: Beitrag zur Entwickelungsgeschichte der früheren Stadien des Meerschweinchens bis zur Vollendung der Keimblase (1883);
- In der Ztschr. f. wiss. Mikroskopie und mikrosk. Technik (II, 1885) – Leichtes Verfahren zur Erhaltung linear geordneter lückenloser Schnittserien mit Hilfe von Schnittbändern
- Im anatom. Anzeiger: Ueber die ersten Vorgänge der Ablagerung des Zahnschmelzes (1897, II)
- Vorgänge bei der Implantation des Meerschweincheneies in die Uteruswand (Verh. der anatom. Ges., Berlin 1896)
- Ueber die menschliche Eikammer und Decidua reflexa (Ib. Kiel 1898)
- Im A. f. Anat. u. Physiol., anat. Abt.: Beobachtungen an einer menschlichen Keimscheibe mit offener [1627] Medullarrinne und Canalis neurentericus (1898)
- Die Verschiebungsbahn des Unterkiefers am Schädel (1890)
- Neue Beobachtungen über sehr frühe Entwickelungsstufen des menschlichen Eies (1896)
- Über eine bisher nicht beachtete Bildung in den Blutzellen menschlicher Embryonen (M. m. W. 1898)
- In den Verh. der Naturforscherversammlung zu Berlin 1890: Fettbildung im Entoblasten von Säugethierembryonen
- Neue Beobachtungen an sehr jungen menschlichen Embryonalgebilden, Lübeck 1895
- Das Kopfskelet des Menschen (Jena 1897).